# 巴特布兰巴赫
巴特布兰巴赫（德語：Bad Brambach）是德国萨克森州的市镇，隶属于福格特兰县。总面积为43.92平方千米，截至2023年12月31日总人口为1,676人。